# منتخب الكويت للكريكيت تحت 19 سنة للسيدات
منتخب الكويت للكريكيت للسيدات تحت 19 سنة هو الممثل الرسمي لدولة الكويت في منافسات كريكيت السيدات الدولية تحت 19 سنة. يتولى كريكيت الكويت [الإنجليزية] مسؤولية الإشراف على الفريق وإدارته.
خاض الفريق أولى مشاركاته الرسمية في تصفيات كأس العالم للكريكيت للسيدات تحت 19 سنة 2025#آسيا [الإنجليزية]، وهي التصفيات المؤهلة لبطولة كأس العالم للكريكيت للسيدات تحت 19 سنة 2025 [الإنجليزية].

## لمحة تاريخية
كان من المخطط أن تُقام النسخة الافتتاحية من بطولة كأس العالم للكريكيت للسيدات تحت 19 سنة [الإنجليزية] في يناير 2021، إلا أن جائحة كوفيد-19 تسببت في تأجيلها عدة مرات. وفي نهاية المطاف، استضافت جنوب إفريقيا البطولة في عام كأس العالم للكريكيت للسيدات تحت 19 سنة 2023 [الإنجليزية].

## التشكيلة
- زيفة جيلاني (القائدة)
- فيونا ميلفو
- رايلين ماريا
- كانديس جيريكا
- إيشانفي موهان
- عائشة إقبال
- زينيا أفروز
- أميشا رام
- أمانبريت
- خديجة خليل
- خديجة جاهير
- سارة جاسفي
- سواتيبا بارمار
- بيرل سيمون

## الطاقم
- طارق رسول - المدير الفني
- قاسم علي - مدير الفريق
- خديجة شيخ - مساعدة المدرب

## السجلات والإحصائيات
ملخص المباريات الدولية
آخر تحديث: 7 نوفمبر 2024
| سجلات اللعب                                |           |     |       |       |            |            |                 |
| Format                                     | المباريات | فوز | خسارة | تعادل | بدون نتيجة | نسبة الفوز | المباراة الأولى |
| مباريات العشرين الدولية للسيدات تحت 19 سنة | 2         | 0   | 2     | 0     | 0          | 00.00%     | 6 نوفمبر 2024   |

سجل مباريات الـT20 الدولية للناشئات ضد دول أخرى
آخر تحديث: 7 نوفمبر 2024
| الخصم                    | المباريات | فوز | خسارة | تعادل | بدون نتيجة | نسبة الفوز | المباراة الأولى | أول فوز |
| ------------------------ | --------- | --- | ----- | ----- | ---------- | ---------- | --------------- | ------- |
| الأعضاء المنتسبون        |           |     |       |       |            |            |                 |         |
| نيبال                    | 2         | 0   | 2     | 0     | 0          | 00.00%     | 7 نوفمبر 2024   |         |
| الإمارات العربية المتحدة | 1         | 0   | 1     | 0     | 0          | 00.00%     | 6 نوفمبر 2024   |         |

## سجل كأس العالم تحت 19 سنة
| سجل الكويت في كأس العالم للكريكيت T20 تحت 19 سنة للسيدات | سجل الكويت في كأس العالم للكريكيت T20 تحت 19 سنة للسيدات | سجل الكويت في كأس العالم للكريكيت T20 تحت 19 سنة للسيدات | سجل الكويت في كأس العالم للكريكيت T20 تحت 19 سنة للسيدات | سجل الكويت في كأس العالم للكريكيت T20 تحت 19 سنة للسيدات | سجل الكويت في كأس العالم للكريكيت T20 تحت 19 سنة للسيدات | سجل الكويت في كأس العالم للكريكيت T20 تحت 19 سنة للسيدات | سجل الكويت في كأس العالم للكريكيت T20 تحت 19 سنة للسيدات | سجل الكويت في كأس العالم للكريكيت T20 تحت 19 سنة للسيدات |
| السنة                                                    | النتيجة                                                  | المركز                                                   | عدد الفرق                                                | عدد المباريات                                            | الفوز                                                    | الخسارة                                                  | التعادل                                                  | بدون نتيجة                                               |
| -------------------------------------------------------- | -------------------------------------------------------- | -------------------------------------------------------- | -------------------------------------------------------- | -------------------------------------------------------- | -------------------------------------------------------- | -------------------------------------------------------- | -------------------------------------------------------- | -------------------------------------------------------- |
| كأس العالم للكريكيت للسيدات تحت 19 سنة 2023 [الإنجليزية] | لم يتأهل                                                 | لم يتأهل                                                 | لم يتأهل                                                 | لم يتأهل                                                 | لم يتأهل                                                 | لم يتأهل                                                 | لم يتأهل                                                 | لم يتأهل                                                 |
| كأس العالم للكريكيت للسيدات تحت 19 سنة 2025 [الإنجليزية] | لم يتأهل                                                 | لم يتأهل                                                 | لم يتأهل                                                 | لم يتأهل                                                 | لم يتأهل                                                 | لم يتأهل                                                 | لم يتأهل                                                 | لم يتأهل                                                 |
| كأس العالم للكريكيت للسيدات تحت 19 سنة 2027 [الإنجليزية] | سيُحدد لاحقًا                                              | سيُحدد لاحقًا                                              | سيُحدد لاحقًا                                              | سيُحدد لاحقًا                                              | سيُحدد لاحقًا                                              | سيُحدد لاحقًا                                              | سيُحدد لاحقًا                                              | سيُحدد لاحقًا                                              |
| المجموع                                                  |                                                          |                                                          |                                                          | 0                                                        | 0                                                        | 0                                                        | 0                                                        | 0                                                        |

## سجل كأس آسيا للسيدات تحت 19 سنة
| سجل الكويت في كأس آسيا للكريكيت T20 تحت 19 سنة للسيدات | سجل الكويت في كأس آسيا للكريكيت T20 تحت 19 سنة للسيدات | سجل الكويت في كأس آسيا للكريكيت T20 تحت 19 سنة للسيدات | سجل الكويت في كأس آسيا للكريكيت T20 تحت 19 سنة للسيدات | سجل الكويت في كأس آسيا للكريكيت T20 تحت 19 سنة للسيدات | سجل الكويت في كأس آسيا للكريكيت T20 تحت 19 سنة للسيدات | سجل الكويت في كأس آسيا للكريكيت T20 تحت 19 سنة للسيدات | سجل الكويت في كأس آسيا للكريكيت T20 تحت 19 سنة للسيدات | سجل الكويت في كأس آسيا للكريكيت T20 تحت 19 سنة للسيدات |
| السنة                                                  | النتيجة                                                | المركز                                                 | عدد الفرق                                              | عدد المباريات                                          | الفوز                                                  | الخسارة                                                | التعادل                                                | بدون نتيجة                                             |
| ------------------------------------------------------ | ------------------------------------------------------ | ------------------------------------------------------ | ------------------------------------------------------ | ------------------------------------------------------ | ------------------------------------------------------ | ------------------------------------------------------ | ------------------------------------------------------ | ------------------------------------------------------ |
| كأس آسيا للكريكيت للسيدات تحت 19 سنة 2024 [الإنجليزية] | لم يتأهل                                               | لم يتأهل                                               | لم يتأهل                                               | لم يتأهل                                               | لم يتأهل                                               | لم يتأهل                                               | لم يتأهل                                               | لم يتأهل                                               |
| المجموع                                                |                                                        |                                                        |                                                        | 0                                                      | 0                                                      | 0                                                      | 0                                                      | 0                                                      |